# Emílio de Carvalho
Emílio de Carvalho (* 3. August 1933 in Quiongua, Angola) ist ein methodistischer Theologe und Bischof.

## Leben und Wirken
Emílio J. M. de Carvalho studierte Theologie an der Fakultät der Methodistenkirche von São Paulo (Brasilien), während er zugleich als Pfarrassistent an zwei Kirchen der Stadt Dienst tat. Im Dezember 1958 erhielt er seinen Abschluss als B.D. Nach der Erlangung eines Abschlusses als M.A. an der Nordwest-Universität im Juni 1960 wurde er durch Bischof Harry Clifford Northcott zum Diakon ordiniert, als am 3. Juni dieses Jahres die Wisconsin-Jahreskonferenz stattfand. Carvalho ging danach nach Angola zurück, wo er an die Zentralkirche von Luanda berufen wurde. 
1965 erhielt er eine Professur und die Leitung des "Emmanuel Theological Seminary" in Dondi, Angola. Am 2. Januar 1966, während der angolanischen Jahreskonferenz, wurde er als Berater von Bischof H. P. Andreassen ordiniert. Als im August 1972 die Afrikanische Zentralkonferenz ihre Tagung in Limbe (Malawi) abhielt, wurde er zum Bischof für ganz Angola gewählt. Er wurde am 21. Oktober dieses Jahres durch Bischof Escrivão Anglaze Zunguze in Luanda geweiht.
De Carvalho war Mitglied der Christlichen Friedenskonferenz (CFK). Er arbeitete in der V. Allchristlichen Friedensversammlung 1978 in Prag mit und wurde in ihren Arbeits- sowie in ihren Fortsetzungsausschuss gewählt.
In einem Schreiben an den kubanischen Botschafter in Angola setzte er sich im Juli 2004 dafür ein, dass die in den USA inhaftierten Spione „The Cuban five“ freigelassen würden. Er sagte u. a.: „Ich bin kürzlich aus den USA zurückgekehrt, wo ich an einer Konferenz der Methodistenkirchen teilgenommen und dabei von dieser Situation erfahren habe.“ Der Bischof sagte, die Konferenz habe eine Resolution angenommen, in der die Freilassung der fünf kubanischen Gefangenen gefordert würde. Er betonte, dass die angolanische Methodistenkirche enge Beziehungen zu der in Kuba pflege und sich eine baldige Lösung dieses Problems wünschte. 
Im Jahre 2006 trat Carvalho von seinem Amt als Bischof der Vereinigten Methodistenkirche Angolas zurück.

## Veröffentlichungen
- Gerhard Bassarak (Hrsg.): Die Christliche Friedenskonferenz. Eine kurze Information und Dokumentation. (Darin Karl-Heinz Bernhardt: Zum Geleit; Gerhard Bassarak: Zur Geschichte der CFK; Eckehard Schülzgen: Schwerpunkte der Arbeit der CFK; Carl-Jürgen Kaltenborn: Studienarbeit als Herzstück der CFK; Carl Ordnung: Die CFK in der DDR; Dieter Kraft: Die Bedeutung der CFK für die theologische Arbeit; Voten von Josef Lukl Hromádka, Metropolit Nikodim, Károly Tóth, Werner Schmauch, Hans Joachim Iwand, Paulos Mar Gregorios, Sergio Arce Martínez, Emilio de Carvalho; Günter Wirth: Bibliographie), Berlin 1981.